# Provincia di Liegi

Logo

La provincia di Liegi (in francese Province de Liège /ljɛːʒ/, in olandese Provincie Luik /lœʏ̯k/, in tedesco Provinz Lüttich /ˈlʏtɪç/, in vallone Province di Lidje) è la provincia più orientale della Vallonia, una delle tre regioni del Belgio. Confina con i Paesi Bassi (Limburgo), con la Germania (Renania Settentrionale-Vestfalia e Renania-Palatinato) a est, con il Granducato di Lussemburgo a sud e con le province belghe del Lussemburgo a sud, di Namur a sud-ovest, del Brabante Vallone a ovest, del Brabante Fiammingo e del Limburgo a nord. Il capoluogo è Liegi. Occupa una superficie di 3.844 km² ed è divisa in quattro distretti amministrativi (arrondissement in francese) che contengono 84 comuni.

## Comuni
| Arrondissement di Huy: - Amay - Anthisnes - Burdinne - Clavier - Engis - Ferrières - Hamoir - Héron - Huy - Marchin - Modave - Nandrin - Ouffet - Tinlot - Verlaine - Villers-le-Bouillet - Wanze | Arrondissement di Liegi: - Ans - Awans - Aywaille - Bassenge - Beyne-Heusay - Blegny - Chaudfontaine - Comblain-au-Pont - Dalhem - Esneux - Flémalle - Fléron - Grâce-Hollogne - Herstal - Juprelle - Liegi - Neupré - Oupeye - Saint-Nicolas - Seraing - Soumagne - Sprimont - Trooz - Visé | Arrondissement di Verviers: - Amel - Aubel - Baelen - Büllingen - Burg-Reuland - Bütgenbach - Dison - Eupen - Herve - Jalhay - Kelmis - Lierneux - Limburgo - Lontzen - Malmedy - Olne - Pepinster - Plombières - Raeren - Sankt Vith - Spa - Stavelot - Stoumont - Theux - Thimister-Clermont - Trois-Ponts - Verviers - Waimes - Welkenraedt | Arrondissement di Waremme: - Berloz - Braives - Crisnée - Donceel - Faimes - Fexhe-le-Haut-Clocher - Geer - Hannut - Lincent - Oreye - Remicourt - Saint-Georges-sur-Meuse - Waremme - Wasseiges |